# Fatimiyya
 (juillet 2025).
Le contenu est difficilement compréhensible vu les erreurs de traduction, qui sont peut-être dues à l'utilisation d'un logiciel de traduction automatique.
Fatimiyya (arabe : فاطمیة) est le jour où les musulmans du monde (en particulier les musulmans chiites) pleurent en raison du martyre de Fatimah al-Zahra,,. Il y a une divergence de vues concernant la date de son décès,. Par exemple, parmi les musulmans chiites d' Irak, trois jours, et en Iran deux jours sont célébrés comme son anniversaire de martyre,. Dans les dates mentionnées, le 3ème de Jumada al-Thani est considéré comme plus fiable, probable; ainsi, cette date est considérée comme un jour férié officiel en Iran, et beaucoup de gens pleurent Fatimah al-Zahra ce jour-là,. 
Muhammad b. Jarir al-Tabari al-Imami rapporte d'Abou Basir que "l'Imam Ja'far as-Sadiq a dit que Fatimah est décédée le troisième du mois de Jumada al-Thani la onzième année de la migration". 

## Temps du deuil
Dans la tradition de l'islam chiite, il n'y a pas de moment particulier en ce qui concerne la complainte, le deuil ; d'autre part, les fameux titres des « premiers 10 jours » ou des « seconds 10 jours » d'Ayyam-Fatimiyya (jours Fatimiyya) au cours des dernières années ont été suivis de la tradition des « premiers 10 jours de Muharram » et aucun hadith (tradition) ne suggère ce point. La position remarquable de la fille du prophète islamique Muhammad (Fatimah al-Zahra), son décès défendant l'Imam Ali et ses difficultés, sont considérées comme les raisons de cette tradition entre musulmans chiites,.

## Fatimiyya dans d'autres pays
En dehors de l'Iran et de l'Irak, Fatimiyya existe dans d'autres pays; tels que: Pakistan, Australie, Azerbaïdjan, Tadjikistan. Il existe également de tels centres liés en Europe, tels que l'Allemagne (le centre islamique de Hambourg), Angleterre (le centre islamique d'Angleterre), la Suède, etc.

## Différences de date
Diverses raisons ont été mentionnées comme étant la ou les causes probables de ces différences dans sa date de décès; parmi: 
- À cette époque, la citation de nombreux événements historiques se faisait oralement - et non par écrit - ce qui peut contenir des informations inexactes.
- Considérant être impliqué dans des guerres pour les musulmans à cette époque, cela ne les a pas obligés à avoir une attention complète pour avoir suffisamment de soin pour enregistrer les dates de tels événements[20],[21].
- La probabilité de déformer son heure précise par des individus partiels[22].

Et d'autres raisons possibles. 

## Voir également
- Fatimah
- chiite
- Muharram
- Muhammad